# Chasse tragique
Pour plus de détails, voir Fiche technique et Distribution.
Chasse tragique (titre original italien : Caccia tragica) est un film italien réalisé par Giuseppe De Santis, sorti en 1947.

## Synopsis
Dans les campagnes de la plaine du Pô, après la Seconde Guerre mondiale, sévit un groupe de bandits dirigé par Lili Marlène, une ancienne collaboratrice. Parmi eux, Alberto, est reconnu par un camarade de déportation, Michele. Face à l'impuissance des carabiniers, les cultivateurs, groupés en coopérative agricole, organisent la traque des malfaiteurs. Récupéré par Michele, Alberto se rachète : il dévoile la cachette des bandits et abat Lili Marlène. Pardonné, Alberto rejoint les paysans qui, en signe d'indulgence, lui lancent des mottes de terre...

## Fiche technique
- Titre : Chasse tragique
- Titre original : Caccia tragica
- Réalisation : Giuseppe De Santis, assisté de Sergio Grieco et assisté de Carlo Lizzani
- Scénario : Giuseppe De Santis, Carlo Lizzani, Cesare Zavattini, Corrado Alvaro, Michelangelo Antonioni, Umberto Barbaro, Gianni Puccini et Ennio De Concini
- Production : Giorgio Agliani, Marcello Caccialupi
- Musique : Giuseppe Rosati
- Photographie : Otello Martelli, assisté de Carlo Carlini
- Montage : Mario Serandrei
- Décors : Carlo Egidi
- Costumes : Anna Gobbi
- Pays d'origine : Italie
- Format : Noir et blanc - 1,37:1 - Mono
- Genre : Drame
- Durée : 85 minutes
- Date de sortie :
  -  Italie : 15 septembre 1947 (Mostra de Venise), 4 novembre 1947 (sortie nationale)
  -  France : 23 mars 1949 (Paris)

## Distribution
- Vivi Gioi (VF : Paula Dehelly) : Daniela 'Lili Marlene'
- Andrea Checchi (VF : Serge Nadaud) : Alberto
- Carla Del Poggio (VF : Renée Simonot) : Giovanna
- Vittorio Duse (VF : Jean Darcante) : Giuseppe
- Massimo Girotti (VF : Marc Valbel) : Michele
- Checco Rissone (VF : Maurice Dorléac) : Mimì
- Umberto Sacripante (VF : René Stern) : l'estropié
- Alfredo Salvatori (VF : Pierre Morin) : Un contremaître
- Folco Lulli (VF : Richard Francœur) : Un contremaître
- Eugenia Grandi (VF : Rita Stoya) : Sultana
- Piero Lulli (VF : Jean-Pierre Méry) : Le conducteur
- Guido Della Valle (VF : Hubert Waiser) : L'allemand
- Ermanno Randi (VF : Roger Rudel) : Andrea
- Massimo Rossini (VF : George Morin) : Le « chamoix »
- Enrico Tacchetti (VF : Marcel Méral) : Le comptable

## Récompenses et distinctions
- Ruban d'argent du meilleur réalisateur italien (ex aequo avec Alberto Lattuada), meilleure actrice (Vivi Gioi)
- Mostra de Venise 1947 : Prix de la Présidence du Conseil des ministres en tant que meilleur film italien
- Festival de Karlovy Vary 1948 : Mention spéciale

## Commentaires
Premier long métrage de Giuseppe De Santis, Chasse tragique est, tout à la fois, « influencé par le cinéma soviétique (le lyrisme de la terre et le symbolisme visuel) et le cinéma américain » auquel il emprunte la structure dramatique. Par son souci d'authenticité sociale, le film est aussi une des œuvres marquantes du courant néo-réaliste.
Elio Petri, qui débuta comme assistant et collaborateur de De Santis, admirait Chasse tragique et, dans une lettre adressée à ce dernier, confiait plus tard : « [...] Le décadentisme de Chasse tragique était aussi un décadentisme qui transpirait un certain érotisme. [...] Un certain érotisme qui semblait malade dans ce film à cause du personnage interprété par Vivi Gioi. Je voudrais m'en expliquer la raison. Le résultat est qu'à partir de cette atmosphère [...] fleurissait à la fin une espérance. [...] j'ose encore dire que dans toute mon espérance de spectateur, ce film représente une image de l'Italie que je n'ai absolument jamais retrouvée par la suite. ».